# Drosera
Drosera, conocido también como rocío del sol, es uno de los géneros más numerosos de plantas carnívoras, que incluye aproximadamente 194 especies. Estos miembros de la familia Droseraceae atraen, capturan y digieren insectos utilizando glándulas mucilaginosas localizadas en la superficie de sus hojas, con el fin de complementar la nutrición, pobre en minerales, que obtienen del suelo en el que crecen. Las especies de este género, muy variadas en tamaño y forma, pueden encontrarse de forma natural en todos los continentes, excepto en la Antártida.
Tanto su nombre científico —derivado del griego δρόσος [drosos]: "rocío, gotas de rocío"—, como el nombre vulgar —rocío del sol, que deriva del latín ros solis: "rocío del sol"— hacen referencia a las brillantes gotas de mucílago que aparecen en el extremo de cada hoja, y que recuerdan al rocío de la mañana.

## Características
Son plantas perennes herbáceas; sin embargo, también existen algunas especies anuales en forma excepcional. Suelen formar racimos de entre un centímetro y un metro de altura, dependiendo de la especie. Las trepadoras (es decir, las que forman tallos que pueden "enroscarse" para sujetarse a otras plantas), llegan a medir hasta tres metros como en el caso de Drosera erythrogyne. Se ha probado que estas plantas pueden llegar a vivir 50 años. El género está tan especializado en la obtención de nutrientes a través de su comportamiento carnívoro que carece de las enzimas necesarias para utilizar nitratos procedentes del suelo, nitrato reductasa en particular.

### Formas de crecimiento

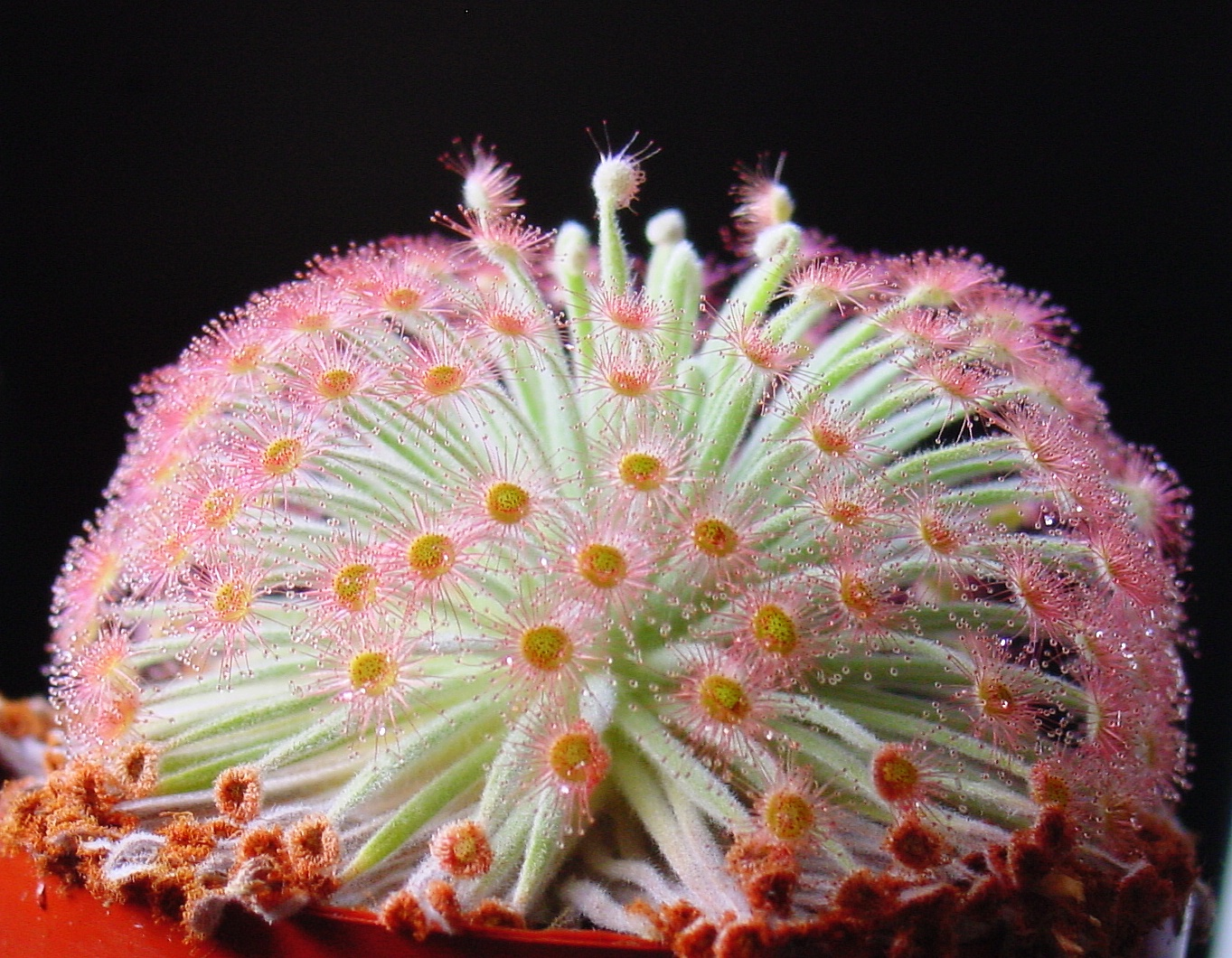
Drosera derbyensis, una de las especies que integran el complejo petiolaris.

El género puede ser dividido de acuerdo a su tipo de crecimiento:
- En zonas templadas: Estas especies forman un hibernáculo en forma de apretado racimo de hojas desplegadas durante la inactividad invernal —Hemicriptófito en el Sistema de Raunkiær—, que tiene forma de cuerno en Drosera arcturi.[4]

- En lugares subtropicales y tropicales: Estas especies mantienen su crecimiento vegetativo anual bajo condiciones uniformes o semiuniformes. Entre ellas se encuentra el complejo petiolaris, un grupo de especies australianas que viven en zonas con precipitaciones irregulares. Muchas de las 14 especies que comprenden este grupo han desarrollado estrategias especiales para hacer frente a las sequías, como los pecíolos del subgénero Lasiocephala, que se hallan densamente cubiertos de tricomas para mantener un entorno suficientemente húmedo y servir también para condensar el rocío de la mañana.[4]

- En los desiertos: En condiciones de extrema sequedad se desarrollan los subgéneros Bryastrum y Ergaleium. El primero es un grupo de por lo menos 40 especies pigmeas australianas que se distinguen por su crecimiento reducido, por la formación de "gemas" para su reproducción asexual y por una densa formación de pelos en su centro que la protegen del intenso sol del verano. El segundo es un grupo de unas 50 especies tuberosas, también australianas, que forman un tubérculo subterráneo a fin de sobrevivir a los veranos extremadamente secos de su medio, reemergiendo en otoño.[4]

### Hojas y su cualidad de insectívoras

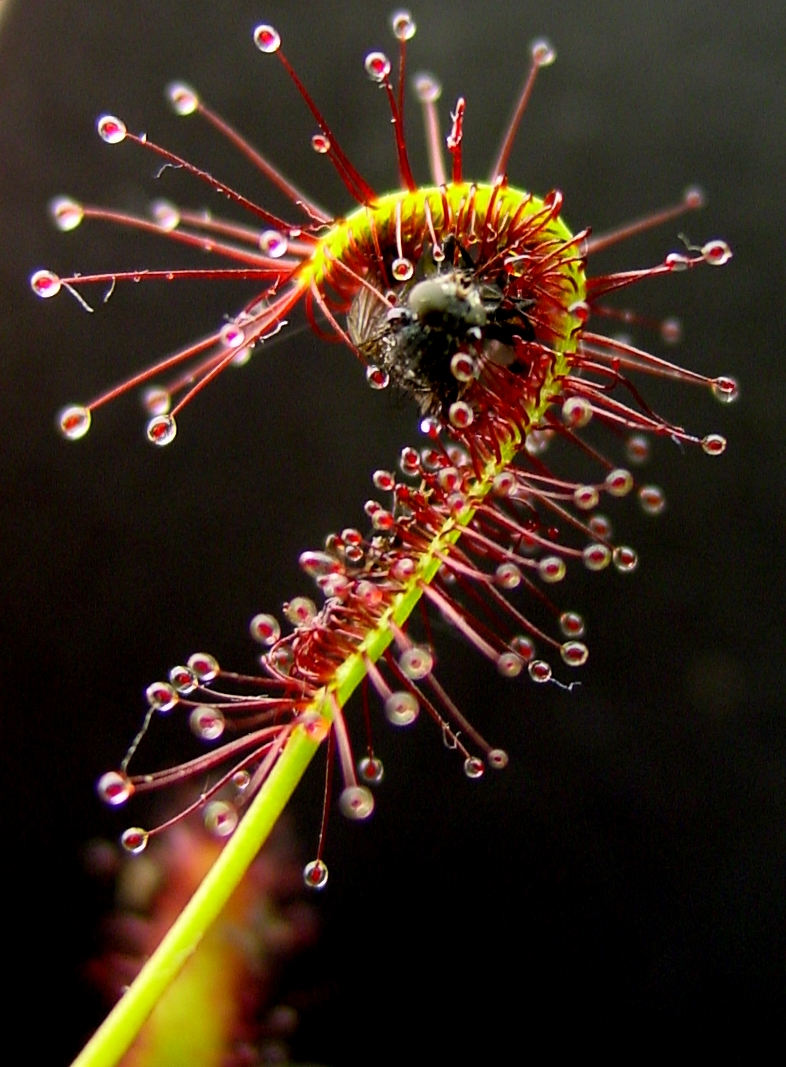
Una hoja de Drosera capensis atrapando una presa.

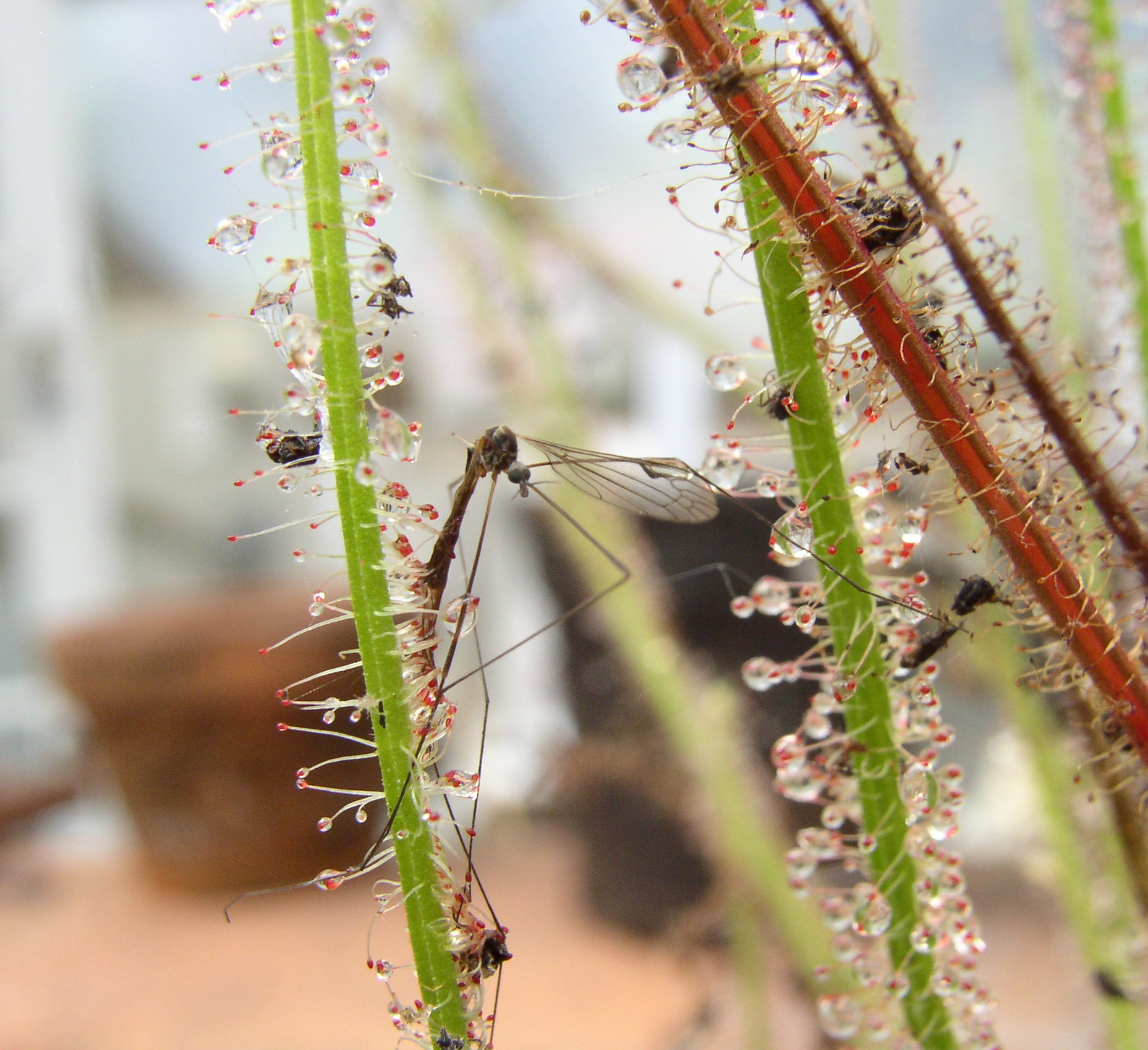
Mosca grulla Limonia atrapada por una Drosera filiformis.

Las rocíos del sol se caracterizan por sus tentáculos glandulares, cuyas terminaciones tienen secreciones pegajosas que cubren sus láminas. El mecanismo de captura y digestión emplea usualmente dos tipos de glándulas: unas con tallos y otras sésiles. Las primeras secretan el mucílago dulce para atraer y atrapar insectos y las enzimas para digerirlos. Las segundas absorben el caldo de nutrientes resultante; están ausentes en algunas especies como D. erythrorhiza. Las secreciones dulces de las glándulas pedunculares generalmente atraen presas pequeñas, fundamentalmente insectos. Luego de que la presa las toca queda atrapada en el pegajoso mucílago que les impide escapar, más tarde el insecto muere cansado o asfixiado, a medida que el mucílago lo envuelve y tapa sus espiráculos. Mientras tanto, la planta segrega enzimas esterasa, peroxidasa, fosfatasa y peptidasa que lo digieren y liberan sus nutrientes, que luego son absorbidos por la superficie de la hoja y son utilizados en el metabolismo de la planta.
Todas las especies de este género son capaces de mover sus tentáculos en respuesta al contacto con su presa. Estos son extremadamente sensibles y se curvan desde el centro de la hoja con el fin de hacer que la presa tome contacto con la mayor cantidad de glándulas mucilaginosas posible. Según Charles Darwin, el contacto de una pata de un pequeño mosquito es capaz de inducir esta respuesta, conocida como sismonastia, muy rápida en algunas especies. Los tentáculos exteriores o "complementarios" de D. burmanii y D. sessilifolia pueden doblarse hacia adentro para capturar presas segundos después de que el insecto se haya posado sobre la planta, pero más efectiva es D. glanduligera que lo hace en décimas de segundo. Además de su capacidad para mover estos tentáculos, algunas especies pueden curvar sus hojas para maximizar el contacto con la presa. Entre ellas se encuentra D. capensis, que hace, tal vez, el movimiento más dramático, curvando totalmente sus hojas sobre su presa en treinta minutos. Un nuevo tipo de pequeñas protuberancias (casi siempre de color rojo y amarillo) fue descubierto recientemente en varias especies australianas, como D. indica y D. hartmeyerorum. Si bien su función no se conoce todavía, se supone que ayudan a atraer a la presa.

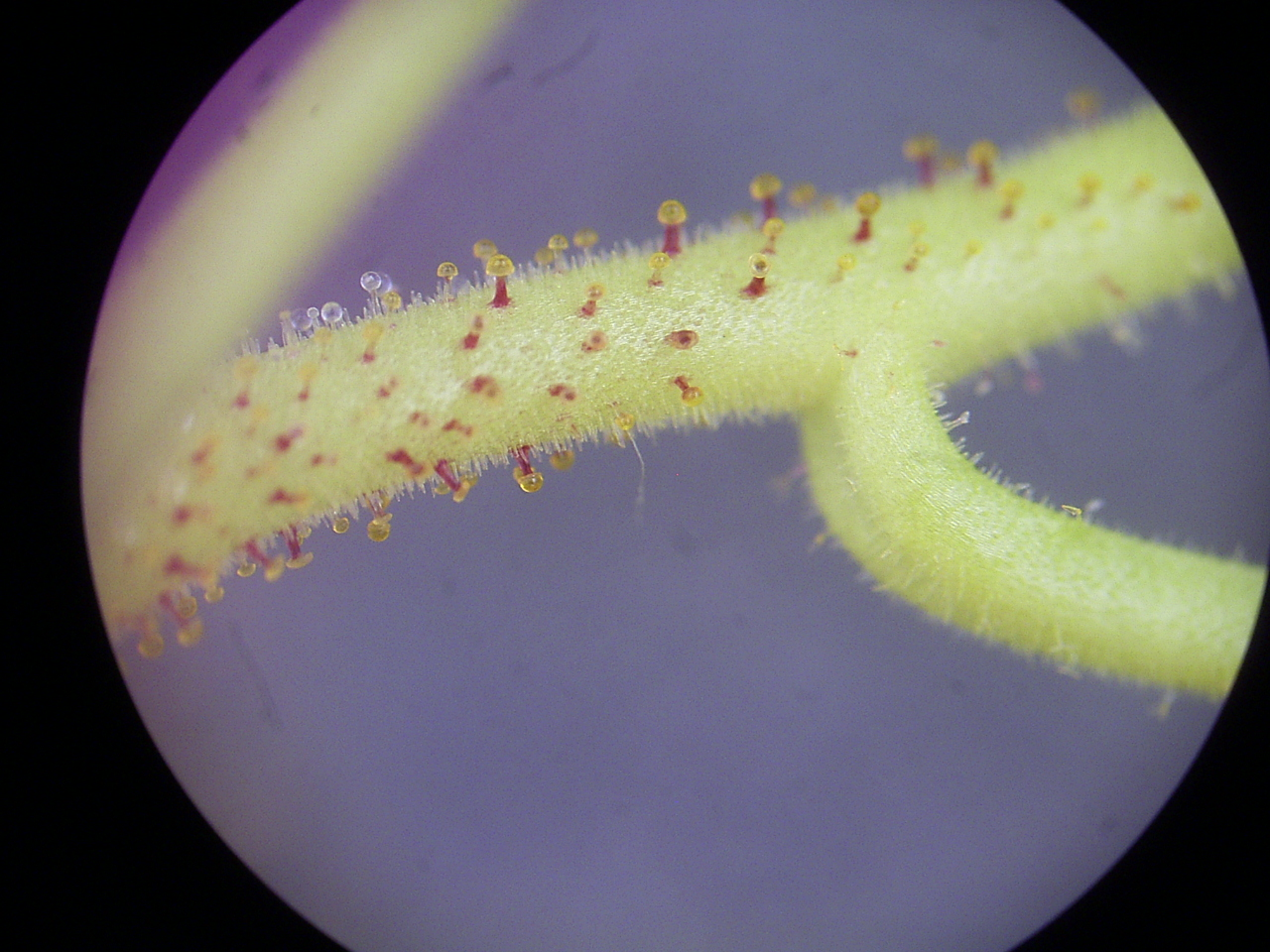
Pequeñas protuberancias en D. indica.

La morfología de las hojas de las especies de este género es extremadamente variada, abarcando desde las sésiles y ovaladas de D. erythrorhiza hasta las bifurcadas en forma de "Y" de D. binata.

### Flores y fruto
Las flores de este género, como la mayoría de las de plantas carnívoras, se sostienen por encima de las hojas gracias a un largo tallo. Inicialmente se pensó que este aislamiento físico de las flores con respecto a las hojas con mucílago era una adaptación para evitar capturar a posibles polinizadores; un estudio reciente, sin embargo, probó que Drosera atrae distintos tipos de insectos, unos para alimentarse y otros para ser fecundada. En cambio, los tallos altos probablemente cumplen la función de elevar la flor para llamar la atención de los polinizadores. Estas flores se abren en respuesta a la luz muy intensa y la inflorescencia en su totalidad es generalmente heliotrópica, siguiendo el movimiento del sol en el cielo.
Las flores radialmente simétricas son siempre perfectas y tienen cinco pétalos (las excepciones a esta regla son D. pygmaea con cuatro y D. heterophylla, que tiene entre 8 y 12). La mayoría posee flores pequeñas (de 1,5 cm), pero existen especies cuyas flores miden 4 cm de diámetro o más, como D. regia o D. cistiflora. En general, son de color blanco o rosa. Las especies australianas muestran un rango de colores mucho más amplio, incluyendo naranja (D. calistos), rojo (D. adelae), amarillo (D. zigzagia) o violeta metálico (D. microphylla).
El ovario es súpero que al madurar se convierte en una cápsula dehiscente con tres valvas. Las semillas suelen ser fusiformes, lisas, reticuladas o tuberculadas y en raros casos son aladas.

### Raíces

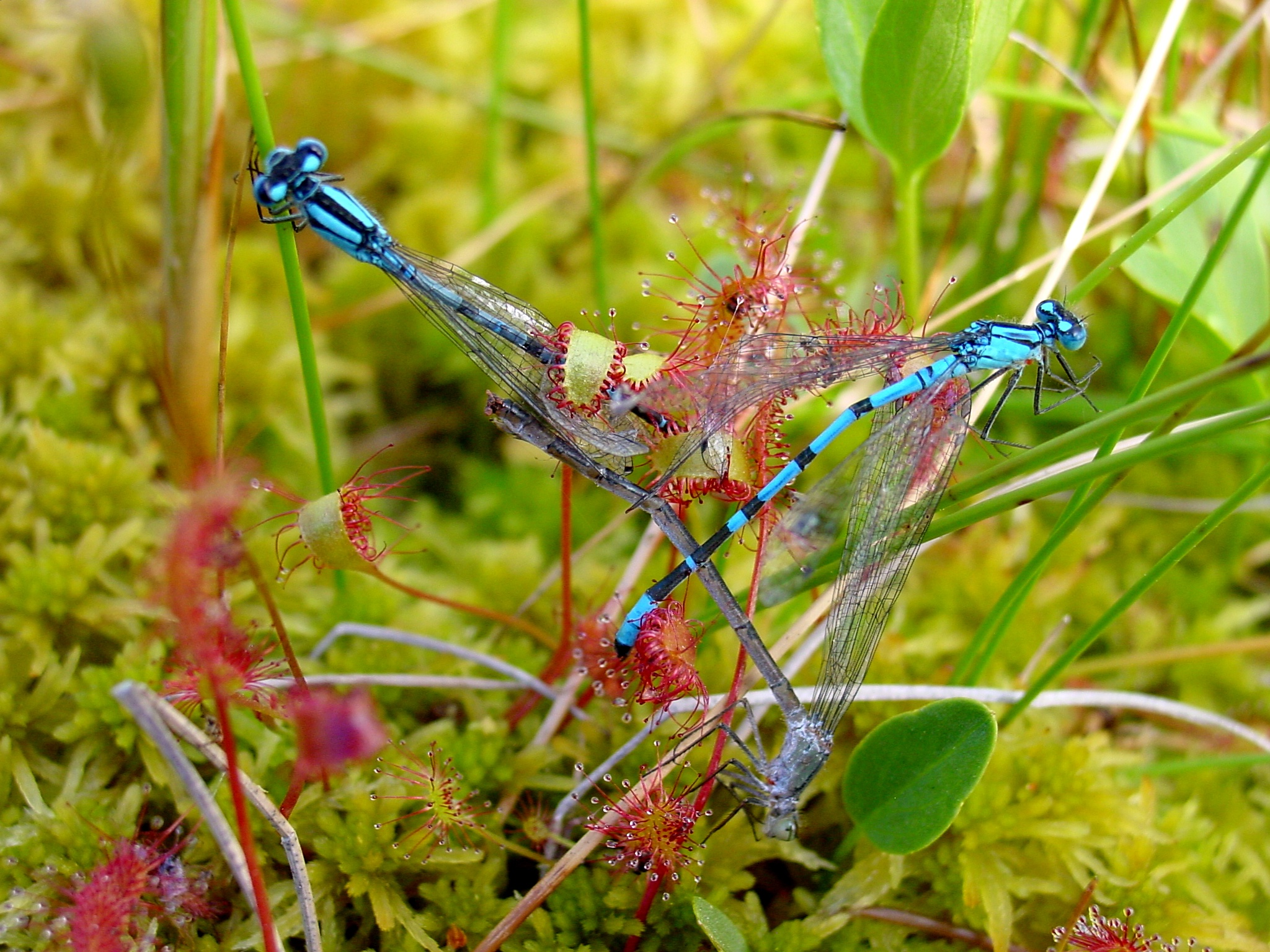
Drosera anglica con su presa.

El sistema de raíces de muchas Drosera está pobremente desarrollado. Sirve principalmente para absorber agua y sujetar la planta al sustrato, pero extraen pocos nutrientes del suelo. Algunas especies africanas utilizan sus raíces para almacenar agua y alimento, otras poseen raíces delgadas, pero fuertes que permanecen aún si el tallo muere congelado. Otras especies, como Drosera adelae y Drosera hamiltonii las usan para su reproducción asexual, haciendo brotar pequeñas plantas en ellas. Las raíces de las especies pigmeas son a veces extremadamente largas en proporción a su tamaño, habiendo casos de plantas de 1 cm con raíces de 15 cm. Algunos ejemplares de este grupo, como Drosera lasiantha o Drosera scorpioides desarrollan raíces adventicias como soporte. En las raíces de Drosera intermedia y Drosera rotundifolia se suelen formar micorrizas.

## Reproducción
Muchas especies de este género son autofértiles y las flores se autopolinizan antes de cerrarse. A menudo se producen sumas copiosas de semillas. Las minúsculas semillas negras germinan en respuesta a la humedad y la luz, mientras que las especies de climas templados necesitan frío y humedad para esto. Las semillas de las especies tuberosas necesitan un verano caluroso y seco seguido de un invierto frío y húmedo para germinar.
La reproducción vegetativa se da naturalmente en algunas especies que producen estolones o cuando las raíces se aproximan a la superficie del suelo. Las hojas añejas que tocan el sustrato podrán además hacer germinar plántulas. Las rocío del sol pigmeas se reproducen asexualmente usando hojas especiales para la gemación. Las plantas de este género pueden propagarse cortando sus hojas, sus raíces o plantando sus semillas.

## Distribución

Distribución del género Drosera (en verde).

El rango de distribución de este género se extiende desde el norte de Alaska hasta el sur de Nueva Zelanda. Los lugares donde hay mayor diversidad de este tipo de plantas son Australia (donde habita casi el 50 % de las especies conocidas), Sudamérica y el sur de África (más del 20 % en ambos casos). Pocas son las especies que habitan Eurasia y Norteamérica. Este último grupo está considerado como en la periferia del rango genético, ya que la mayoría de las rocíos del sol no se acercan al círculo polar ártico. A diferencia de lo que se pensaba antes, la radiación específica no habría ocurrido cuando el continente Gondwana se separó, sino que se produjo como consecuencia de una amplia dispersión y posterior adaptación al medio. Se piensa, además, que los orígenes del género se dieron en África o Australia.
Solamente tres especies son oriundas de Europa: D. intermedia, D. anglica y D. rotundifolia. Cuando los rangos de distribución de las dos últimas especies se superponen, se hibridan en la infértil D. × obovata. Además de estas tres especies y este híbrido, Norteamérica posee otras especies: D. brevifolia (desde Texas a Virginia), D. capillaris (Caribe), D. linearis (Estados Unidos y Canadá) y D. filiformis, que posee dos subespecies nativas de la costa este de Norteamérica, el golfo de México y el mango de Florida.
El género es usualmente descrito como cosmopolita, es decir, que tiene una distribución mundial. El botánico Ludwig Diels, autor de la única monografía sobre la familia Droseraceae existente hasta la fecha, llamó a este comentario "una mala interpretación de la muy inusual distribución de este género, admitiendo que, efectivamente, estas plantas "ocupan una importante parte en la superficie de la Tierra". Señaló particularmente la ausencia de especies de Drosera en casi todas las zonas áridas, innumerables selvas tropicales, la costa del Pacífico, la Polinesia, la región mediterránea y África del Norte; como también la escasez de diversidad de especies en zonas templadas como Europa y Norteamérica.

## Hábitat

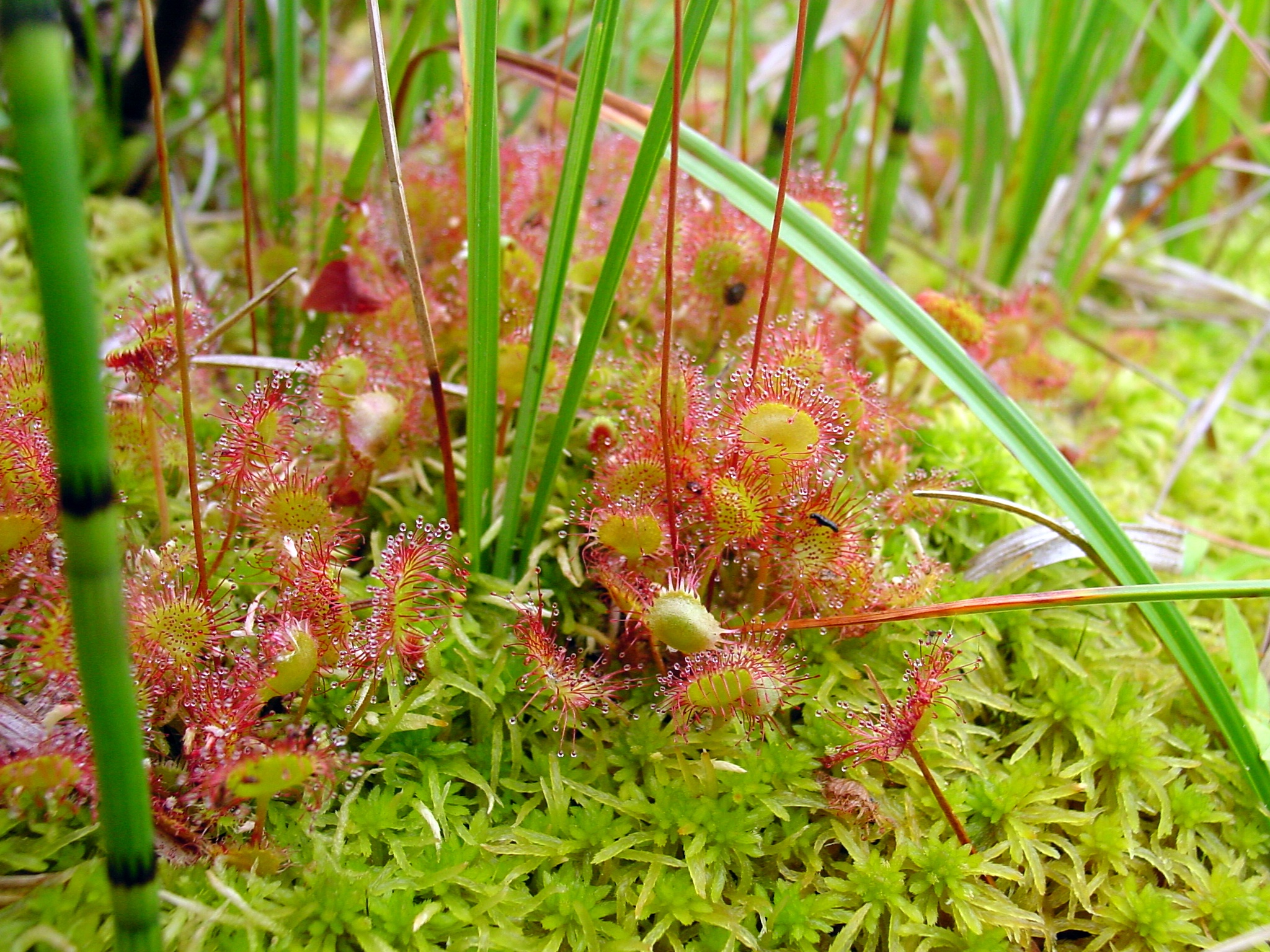
D. rotundifolia creciendo entre musgo Sphagnum y Equisetum en Oregón.

Las plantas dentro del género crecen durante la estación húmeda o constantemente en hábitats con suelos ricos en ácidos y altos niveles de luz solar. Entre sus hábitats comunes se encuentran las ciénagas, terrenos pantanosos, marismas, los tepuys de Venezuela, los wallums de las costas de Australia, el fynbos de Sudáfrica y las riberas húmedas. Muchas especies crecen asociadas a musgos del género Sphagnum, que absorbe una gran parte de los nutrientes del sustrato y lo acidifica, haciéndolos más accesibles a la planta.
Es un género muy variable en términos de hábitat. Especies de rocío del sol se han adaptado a una amplia variedad de medios, incluyendo selvas, desiertos (D. burmanii y D. indica) e incluso ambientes sombríos (las especies oriundas de Queensland). Las especies de climas templados, que forman un hibernáculo en invierno, son un ejemplo de esta clase de adaptación a su hábitat; en general, estas plantas abundan más en los climas cálidos y tienen una resistencia al frío moderada.

## Estado de conservación
Pese a que ninguna especie de Drosera esté federalmente protegida en Estados Unidos, todas están registradas como "amenazadas" o "en peligro" en algunos estados. Además, muchas de las poblaciones nativas que quedan se encuentran protegidas en parques nacionales y reservas naturales. Las especies del género están protegidas por ley en muchos países europeos, como Alemania, Austria, Suiza, República Checa, Finlandia, Hungría, Francia y Bulgaria. Actualmente, la mayor amenaza para estas plantas en Europa y Norteamérica es la destrucción de su hábitat por proyectos de urbanización, como también el drenaje de las ciénagas para usarlas como terreno para la agricultura. En muchas regiones, esto ha llevado a la extinción de varias poblaciones autóctonas. La reintroducción de las plantas en estos hábitats es en muchos casos difícil o imposible, ya que las necesidades ecológicas de ciertas poblaciones están sujetas a su ubicación geográfica. Tal es el caso de las poblaciones de Drosera en España, donde, debido a la destrucción de su hábitat, se las considera "en peligro". En este país, D. rotundifolia es una de las nueve hierbas medicinales más utilizadas, lo que indica que su empleo es uno de los factores que la amenazan, al igual que a D. intermedia y D. longifolia. D. rotundifolia es una especie protegida en Extremadura, donde se la ha catalogado como "sensible a la alteración de su hábitat"; en Castilla-La Mancha, donde se considera planta "de interés especial" y en el País Vasco y Cataluña se encuentran bajo protección  D. intermedia y D. longifolia, respectivamente. A medida que la protección legal a las ciénagas y los páramos vaya extendiéndose, la amenaza que las rodea disminuirá, aunque varias especies puedan seguir estando "en peligro". La relativamente poca impresionante imagen de estas plantas, además de su lento y reducido crecimiento dificulta su protección, siendo ignoradas como parte del paisaje.
En Sudáfrica y Australia, dos de los tres centros más importantes de diversidad de especies dentro de este género, sus hábitats naturales están atravesando un alto grado de presión impuesto por las actividades humanas. Los centros poblacionales en expansión (como Queensland, Perth y Ciudad del Cabo) amenazan muchos de ellos, como también el drenaje de muchas áreas en pos de la agricultura y la forestación. Además, las sequías que Australia ha sufrido en los últimos diez años son también un peligro para las poblaciones de Drosera, ya que han desecado áreas previamente húmedas.
Las especies que se concentran en áreas limitadas son las más afectadas por la recolección, así la especie oriunda de Madagascar Drosera madagascarensis está considerada en peligro de extinción, ya que de 10 a 200 millones de plantas son recolectadas anualmente para uso medicinal.

## Filogenia
El cladograma sin punto de partida, localizado a la derecha, muestra la relación entre varios subgéneros y clases, definida por el análisis de 2002 de Rivadavia. La sección Meristocalius no se incluyó en el estudio, ya que su lugar en este sistema no está claro. Estudios más recientes la ubican cerca de la sección Bryastrum, por lo que está localizada cerca de ella. Nótese también que la ubicación de Regiae en relación con Aldrovanda y Dionaea es incierta. Como la sección Drosera es polifilética, aparece sucesivas veces con el símbolo *.
Los estudios filogenéticos recientes indican la necesidad de una revisión profunda del género.

## Usos

### Como planta medicinal

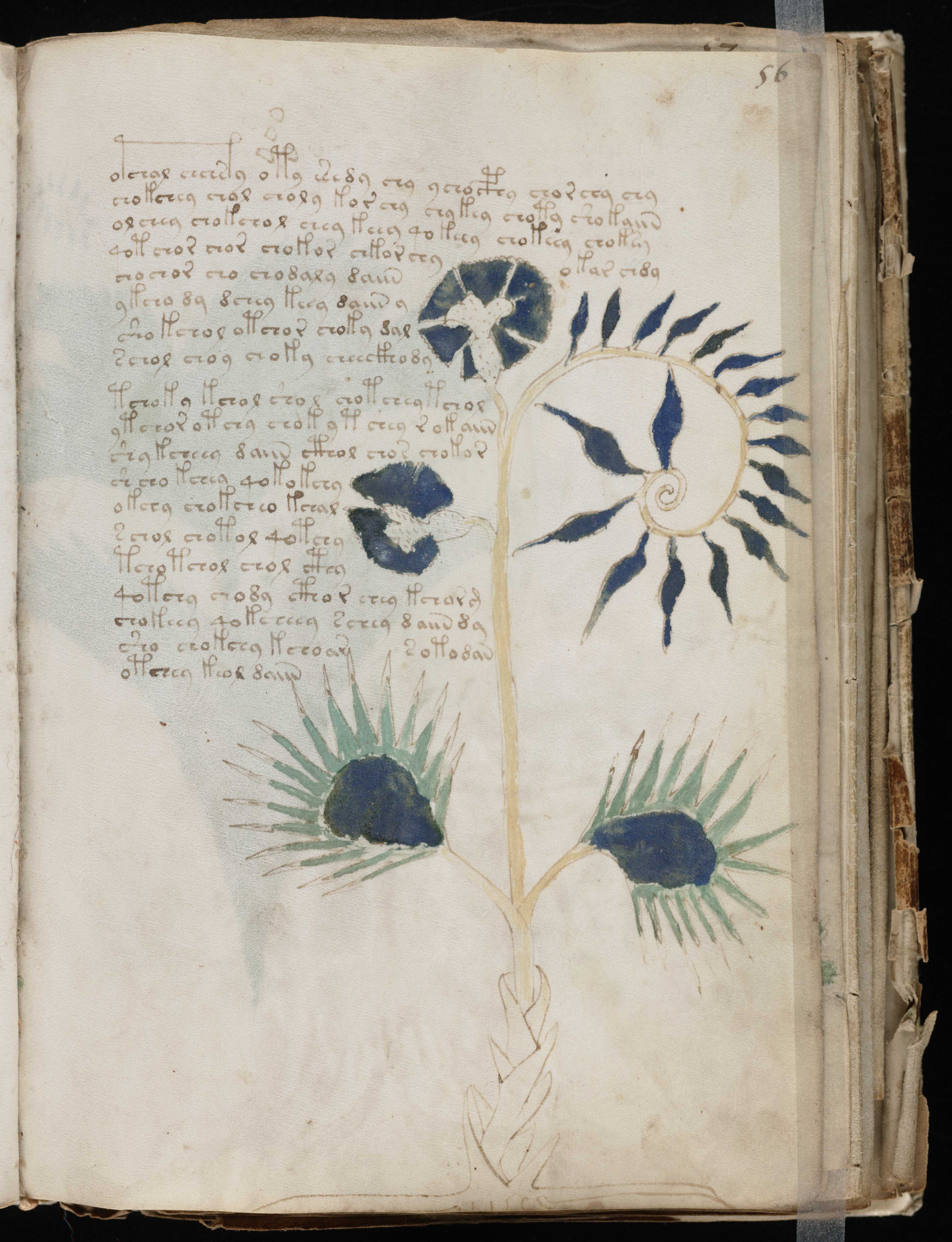
Esta ilustración de Drosera en el Manuscrito Voynich tal vez sea su dibujo más antiguo.

Muchos compuestos medicinalmente activos se encuentran en las rocíos del sol, incluyendo flavonoides, quinonas, y otros compuestos, entre los que sobresalen ácidos vegetales (ácido cítrico, ácido fórmico, ácido gálico), resina, tanino y vitamina C.
Estas plantas se usan como hierbas medicinales desde el siglo XII, cuando el doctor Matthaeus Platearius, italiano de la Escuela de Salerno, las describió como un remedio para la tos bajo el nombre de "herba sole", usándose comúnmente en preparados en Europa y especialmente en Alemania. Los herbolarios recomendaban el té de rocío del sol para la tos, bronquitis, asma y "calambres bronquiales". Un estudio reciente demostró que, efectivamente, Drosera posee propiedades antitusivas.
La obra Materia Medica de Culbreths (1927) citaba a D. rotundifolia y D. linearis como plantas usadas como estimulantes y expectorantes "de indudable eficacia" para tratar bronquitis y tuberculosis, entre otras. Las rocíos del sol fueron usados también como afrodisíacos y para fortalecer el corazón, así como para tratar quemaduras solares, dolor de muelas, y para prevenir las pecas. Hoy en día se siguen usando en una cifra de entre 200 y 300 medicamentos registrados, generalmente combinados con otros ingredientes activos. Drosera se utiliza actualmente para combatir dolencias como asma, tos, infecciones pulmonares y úlceras estomacales.
Los medicamentos se hacen principalmente empleando las raíces, flores y frutos de la planta. Dado que la mayor parte de las especies de este género están protegidas en muchas partes de Europa y Norteamérica, los extractos se preparan cultivando rocíos del sol de crecimiento rápido (específicamente D. rotundifolia, D. intermedia, D. anglica, D. ramentacea y D. madagascariensis) o bien, se las importa desde Madagascar, España, Francia, Finlandia o desde los países bálticos. La especie D. rotundifolia se utiliza como remedio homeopático para tratar la tos espasmódica así como otras afecciones respiratorias, además de ser un remedio para estados paranoicos.

### Como planta ornamental
Debido a su naturaleza carnívora y la belleza de sus trampas mucilagosas, las rocíos del sol se han vuelto plantas ornamentales muy populares. Sin embargo, los requisitos ambientales de la mayoría de las especies son relativamente restringidos y puede ser difícil cultivarlas, por lo que muchas no cumplen esta función. Unas pocas especies han hecho su incursión en el mercado y pueden ser vistas a la venta junto a la Venus atrapamoscas. Estas especies incluyen frecuentemente D. capensis, D. aliciae y D. spatulata.
Los requerimientos para el cultivo varían mucho entre especies. En general, necesitan un ambiente muy húmedo, en la forma de una constante humedad o un suelo con tierra que cumpla estas características. Muchas especies también requieren agua pura, ya que los nutrientes, sales o minerales en su sustrato pueden limitar su crecimiento o incluso matarlas. Comúnmente, las plantas crecen en sustratos acompañadas del musgo Sphagnum (vivo o muerto) o arena, y pueden ser regadas con agua destilada, ósmosis inversa o por agua de lluvia.

### Otros usos
Las plantas tuberosas australianas son consideradas una delicia por los aborígenes australianos. Algunas son destinadas al rubro textil como colorantes en esa región, mientras que los colorantes amarillos y violetas se preparan en Escocia empleando D. rotunidfolia. Todavía se hace un licor de rocío del sol, cuya receta tiene sus raíces en el siglo XIV, para lo que se emplean hojas frescas de D. capensis, D. spatulata y D. rotundifolia. Además, el líquido que segrega la planta fue buscado por los alquimistas.